# Ướt mi
"Ướt mi" là một ca khúc của nhạc sĩ Trịnh Công Sơn, được sáng tác vào năm 1958 để tặng cho ca sĩ Thanh Thúy khi ông đi xem bà hát tại nhà hàng Mỹ Cảnh, từ năm ông mới 17 tuổi. Tuy bài hát đầu tay của ông là bài "Sương đêm", "Sao chiều" và "Chơi vơi" do ông viết vào năm 1957, nhưng ông đã từng công nhận "Ướt mi" là sáng tác đầu tay thật sự của mình và là tác phẩm đầu tiên chính thức được công bố. Bài hát sau đó đã đưa tên tuổi ông thành danh với giọng ca của nữ ca sĩ Thanh Thúy và đã được nhà xuất bản An Phú phát hành vào ngày 20 tháng 9 năm 1960.

## Sáng tác
Năm 1958, khi nhạc sĩ Trịnh Công Sơn đang đi học, ông đã được nghe tiếng hát của một ca sĩ 16 tuổi tên Thanh Thúy. Tiếng hát đã làm cho ông có suy nghĩ đặc biệt về bà. Một buổi tối, ông cùng với một vài người bạn đến Mỹ Cảnh, một nhà hàng ở Sài Gòn để nghe bà hát. Tại đây, ông được nghe Thanh Thúy hát bài "Giọt mưa thu" của Đặng Thế Phong với cảm xúc mãnh liệt, nhớ về người mẹ ở nhà đang bị bệnh lao phổi, nằm chờ con về trên con hẻm nhỏ. Từ cảm xúc trên, ông đã viết bài "Ướt mi". Toàn bộ bài hát được sáng tác theo nhịp 3
4, âm giai La thứ và mang giai điệu valse chậm. 

## Đón nhận
Sau khi bài hát được viết xong, ông luôn mang theo bên mình bài "Ướt mi" và chờ cơ hội được tặng Thanh Thúy. Trong một lần, ông đã đưa bài "Ướt mi" cho Thanh Thúy và trình bày trong phòng trà. Bài hát này đã đưa tên tuổi ông trở nên thành danh, ngay từ sáng tác đầu tiên ông đã công bố với công chúng. Một thời gian sau, nhà xuất bản An Phú đã mua bản quyền bài "Ướt mi" với số tiền bản quyền lên đến 5000 đồng thời đó. Sau khi mua bản quyền, nhà xuất bản này đã tiến hành ấn hành nhạc tờ. Tiền nhuận bút sau khi được trả thì ông đã tặng lại cho ca sĩ Thanh Thúy để chia sẻ những khó khăn trước mắt.
Bài hát đã được ca sĩ Thanh Thúy trình bày trong các phòng trà đã gây nhiều tiếng vang lớn và thành công cho nhạc sĩ Trịnh Công Sơn về sau này. Ngoài ra, bài hát cũng được ca sĩ Hà Thanh trình bày trên Đài phát thanh Huế. Đầu thập niên 1970, cô đã thu dĩa nhựa bài này với thời lượng hơn 7 phút. Sau này, "Ướt mi" được một số ca sĩ trong nước lẫn hải ngoại trình diễn như Khánh Ly, Họa Mi, Quang Dũng... trình bày. 
Về sau, ông còn viết thêm bài "Thương một người" tặng ca sĩ Thanh Thúy. Bài hát đã được nhận nhiều đánh giá ấn tượng từ giới chuyên môn lẫn người nghe. Một bài viết trên trang Nhacxua nhận xét bài hát có những giai điệu chậm, trầm, buồn, kéo dài ít nhiều mang âm hưởng lãng mạn của nhạc tiền chiến rất hợp với tình điệu thẩm mỹ ca từ của bài hát. Nhà phê bình văn học Chu Văn Sơn đã từng nhận xét "Ướt mi" mang những giọt mưa của nó rơi rớt xuống hầu khắp các nhạc phẩm, làm hoen ướt đến từng giai điệu của Trịnh Công Sơn bởi nó là những âm giai thuộc về ngọn nguồn.

## Trong văn hóa đại chúng
Sau khi được ca sĩ Thanh Thúy trình bày, bài hát đã trở nên thành công và khiến tác giả thành danh hơn. Theo nhạc sĩ Trịnh Công Sơn, ông đã từng kể lại rằng, một dàn nhạc giao hưởng ở Nhật Bản đã dùng bài hát "Ướt mi" để trình diễn và thu thanh.
Năm 2022, trong phim Em và Trịnh, diễn viên Nhật Linh đã thủ vai ca sĩ Thanh Thúy và trình diễn bài hát này trong một phân cảnh.